# Stavsjø
Stavsjø är en tätort i Ringsakers kommun i Innlandet fylke i sydöstra Norge. Orten ligger där fylkesväg 213 möter fylkesväg 212, fylkesväg 1704 och fylkesväg 1760 på halvön Nes. Här finns Stavsjø kyrka.
Tidigare har orten tillhört dåvarande Nes kommun.

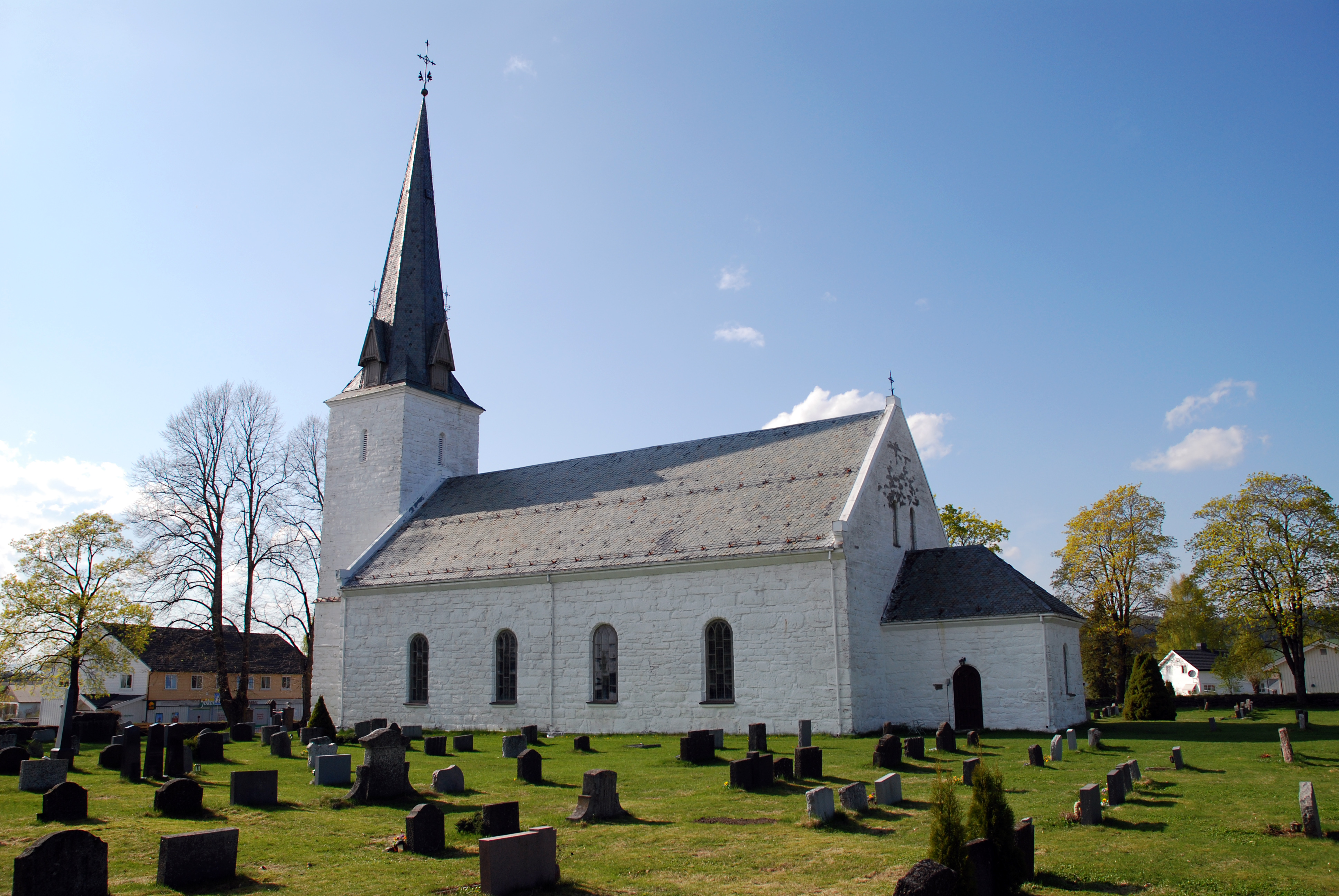
Stavsjø kyrka.